# Zamenis
Zamenis is een geslacht van slangen uit de familie toornslangachtigen (Colubridae) en de onderfamilie Colubrinae.

## Naam en indeling
De wetenschappelijke naam van de groep werd voor het eerst voorgesteld door Johann Georg Wagler in 1830. Er zijn zes soorten, veel soorten behoorden eerder tot andere geslachten, zoals Natrix, Coluber, Elaphe en het niet langer erkende geslacht Rhinechis.

## Verspreiding en habitat
De slangen komen voor in delen van Europa en het Midden-Oosten en leven in de landen Spanje, Frankrijk, Italië, Zwitserland, Duitsland, Polen, Oostenrijk, Tsjechië, Slowakije, Polen, Hongarije, Roemenië, Bulgarije, Turkije, Griekenland, Kroatië, Slovenië, Bosnië, Herzegovina, Montenegro, Macedonië, Servië, Albanië, Georgië, Iran, Moldavië, Rusland, Oekraïne, Azerbeidzjan, Portugal, Gibraltar, Cyprus, Israël, Libanon, Irak en Malta. In België en Nederland komen geen soorten voor.
De habitat bestaat uit gematigde bossen en verschillende typen scrublands. Opvallend veel soorten komen voor in door de mens aangepaste streken zoals landelijke tuinen.

## Beschermingsstatus
Door de internationale natuurbeschermingsorganisatie IUCN is aan vijf soorten een beschermingsstatus toegewezen. Drie soorten worden beschouwd als 'veilig' (Least Concern of LC) en twee soorten als 'onzeker' (Data Deficient of DD).

### Soorten
Het geslacht omvat de volgende soorten, met de auteur en het verspreidingsgebied.
| Naam                                | Auteur         | Verspreidingsgebied |
| ----------------------------------- | -------------- | --- |
| Zamenis hohenackeri                 | Strauch, 1873  | Israël, Libanon, Turkije, Armenië, Syrië, Rusland, Azerbeidzjan, Georgië, Rusland, Iran, Irak |
| Zamenis lineatus                    | Camerano, 1891 | Italië |
| Esculaapslang (Zamenis longissimus) | Laurenti, 1768 | Spanje, Frankrijk, Italië, Zwitserland, Duitsland, Polen, Oostenrijk, Tsjechië, Slowakije, Polen, Hongarije, Roemenië, Bulgarije, Turkije, Griekenland, Kroatië, Slovenië, Bosnië, Herzegovina, Montenegro, Macedonië, Servië, Albanië, Georgië, Iran, Moldavië, Rusland, Oekraïne, Azerbeidzjan |
| Zamenis persicus                    | Werner, 1913   | Azerbeidzjan, Iran |
| Zamenis scalaris                    | Schinz, 1822   | Spanje, Portugal, Gibraltar, Frankrijk, mogelijk in Italië |
| Luipaardslang (Zamenis situla)      | Linnaeus, 1758 | Italië, Kroatië, Herzegovina, Montenegro, Macedonië, Turkije, Griekenland, Cyprus, Malta, Bulgarije, Albanië, Oekraïne |